# Quai des Belges (Marsiglia)
Il quai des Belges o quai de la Fraternité  è un lungomare che funge da crocevia per il trasporto urbano nella città francese di Marsiglia. Esso si trova alla "testa" del  Porto vecchio della città (Vieux Port). Nel corso della sua storia ha ricevuto nomi diversi: Quai des Augustins (XVIe-XVIIe s.), Quai Rousseau (1789), Quai Impérial (1807), Quai Monsieur (1814), Quai d'Orléans (1849), Quai Napoléon (1853), divenendo poi, verso gli anni 2000, Quai de la Fraternité.
La sua importanza come crocevia automobilistico è fortemente diminuita con l'entrata in funzione del Tunnel del Vecchio Porto, il 17 dicembre 1967.
Dal Quai des Belges si accede, a nord, alla rue de la République, a est alla Canebière, a sud alla rue Breteuil e a ovest al lungomare del porto e a quello della Rive Neuve. Esso è servito dalla Linea 1 della Metropolitana di Marsiglia, con la fermata Vieux-Port - Hôtel de ville. Dal quai si parte con battelli rapidi turistici per il Castello d'If, le isole Frioul e per il porto di Cassis. 

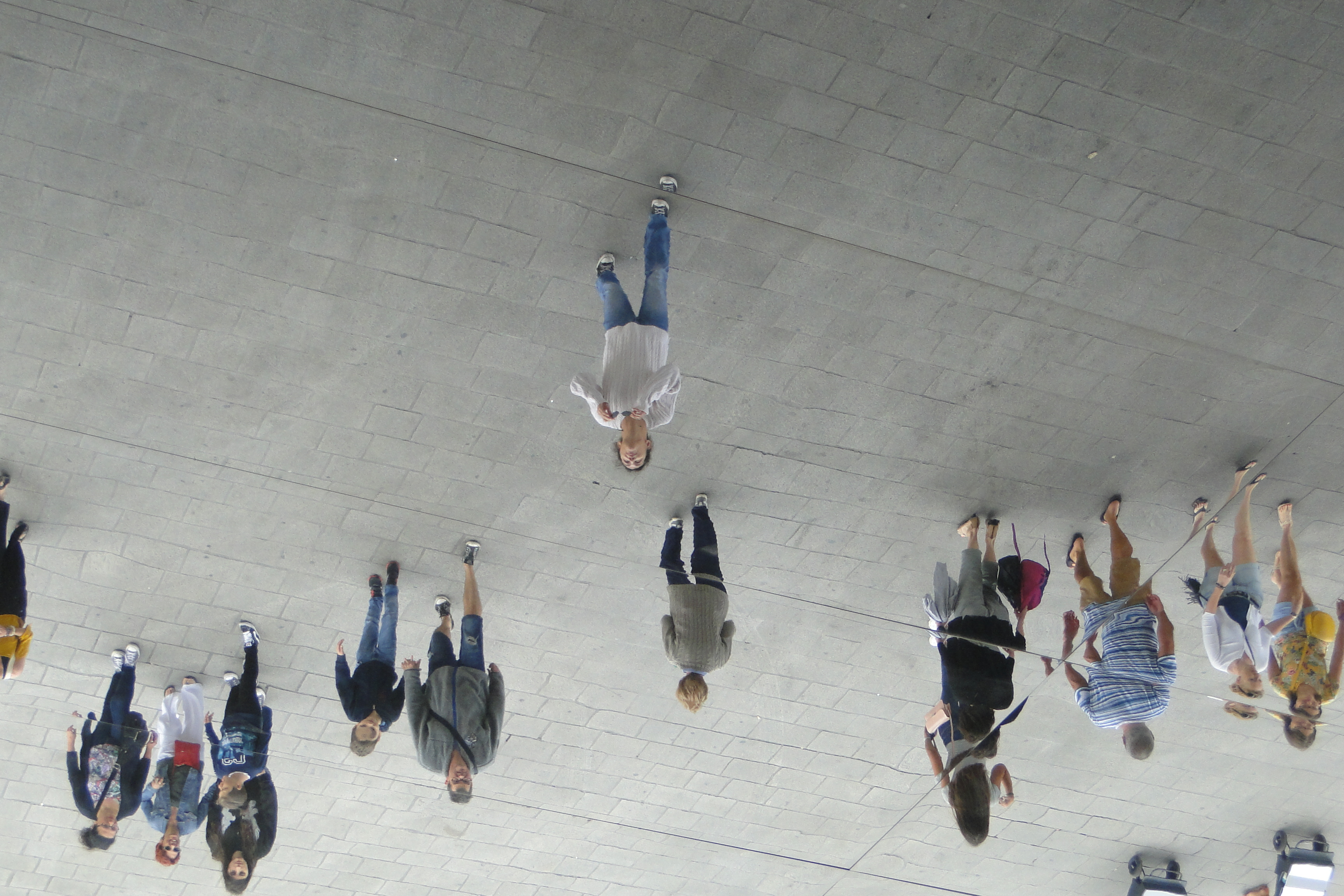
Sotto la piattaforma riflettente del Quai des Belges

Nel quadro delle celebrazioni di Marsiglia come Capitale europea della cultura nel 2013, il quai è stato allargato, a spese della corrispondente via, in un'ampia zona pedonale, concepita dall'architetto Norman Foster. 
Da allora è stata installata sul quai una piattaforma di 46 metri per 22, sorretta da sottili pilastri, sotto la quale una lastra di acciaio inossidabile riflette tutto ciò che si trova e/o passa sotto di essa..
Ogni giorno sul quai si tiene un piccolo mercato del pesce.